# Dávid Betlehem
Dávid Betlehem (Szombathely, 4 de setembro de 2003) é um nadador húngaro.

## Carreira
Betlehem nasceu em 4 de setembro de 2003 em Szombathely, Hungria, e treina com o técnico László Szokolai no clube de natação Balaton Úszó Klub.
No Campeonato Mundial Júnior de Natação em Águas Abertas da FINA de 2018, realizado em setembro no Golfo de Eilat, Israel, Betlehem conquistou a medalha de bronze nos 5 quilômetros de natação em águas abertas com um tempo de 58 minutos e 56,5 segundos, terminando menos de três segundos atrás do medalhista de ouro Aleksandr Stepanov da Rússia e um segundo atrás do medalhista de prata Ivan Morgun da Rússia.
Em maio de 2022, no primeiro dia da primeira etapa da Marathon Swim World Series de 2022, realizada em Albarquel, em Setúbal, Portugal, Betlehem ficou em sétimo lugar nos 10 quilômetros de natação com o tempo de 1:55:14.70. No dia seguinte, ele ganhou uma medalha de bronze como parte do revezamento de equipe 4x1500 metros. No Campeonato Mundial de Esportes Aquáticos de 2022 no mês seguinte, com natação em águas abertas disputada nas águas do Lago Lupa em Budapeste, Hungria, ele começou com uma medalha de prata no revezamento de equipe 4x1500 metros em águas abertas, ajudando a terminar menos de três segundos atrás da equipe medalhista de ouro da Alemanha em 1:04:43.0. Nos 5 quilômetros de natação em águas abertas no dia seguinte, 27 de junho, ele ficou em sétimo lugar com um tempo de 54 minutos e 22,0 segundos. Em seu evento final, em 29 de junho, Betlehem persistiu em ser o único nadador masculino representando a Hungria a cruzar a linha de chegada nos 10 quilômetros de natação em águas abertas, depois que seu companheiro de equipe Kristóf Rasovszky levou um chute no estômago e teve que se retirar da competição no meio da corrida por motivos médicos, ficando em quinto lugar com um tempo de 1 hora, 51 minutos e 29,8 segundos.
Nos Jogos Olímpicos de Verão de 2024, conquistou a medalha de bronze na prova de 10 km em águas abertas.